# Santo Domingo de Silos (Colombia)
Santo Domingo de Silos, spesso semplicemente Silos, è un comune della Colombia facente parte del dipartimento di Norte de Santander.
L'abitato venne fondato da Ambrosius Ehinger nel 1531.